# Stanley Kamel
Stanley Kamel (South River (New Jersey), 1 januari 1943 – Hollywood Hills (Los Angeles), 8 april 2008) was een Amerikaanse acteur.

## Biografie
Kamel werd geboren in South River, New Jersey. Hij ging naar school op Rutgers Prepatory School in Somerset County (New Jersey). Hierna volgde hij een opleiding in drama op de Universiteit van Boston en studeerde in 1965 af.
Kamel begon zijn carrière in Broadway en daarna op televisie. Zijn eerste rol was in de televisieserie Days of Our Lives (1965) als Eric Peters. Hierna speelde hij in meerdere televisieseries en films, zoals Hill Street Blues (1983-1985), Hunter (1987-1988), Cagney and Lacey (1983-1988), L.A. Law (1986-1991), Melrose Place (1994), Beverly Hills, 90210 (1995), Murder One (1995-1996), General Hospital (2003) en Monk (2002-2008).
Kamel overleed op 8 april 2008 ten gevolge van een hartstilstand, hij werd gevonden door zijn agent en vrienden in zijn huis in Hollywood Californië. Hij ligt begraven op de Anshe Cremetery in East Brunswick, New Jersey. Kamel is nooit getrouwd geweest en had ook geen kinderen. Hij is 65 jaar oud geworden.

## Filmografie

### Films
Selectie:
- 2007 Jane Doe: How to Fire Your Boss – als dr. Jared Fox
- 2005 Domino – als Anthony Cigliutti
- 1983 Star 80 – als Nick
- 1979 Captain America II: Death Too Soon – als Kramer
- 1970 Bacchanale – als The Lover

### Televisieseries
Uitgezonderd eenmalige gastrollen.
- 2002 – 2008 Monk – als dr. Charles Kroger – 44 afl.
- 2003 General Hospital – als Cody McCall – 5 afl.
- 2003 Mister Sterling – als Arthur Peyton – 6 afl.
- 1995 – 1996 Murder One – als dr. Graham Lester – 8 afl.
- 1995 Beverly Hills, 90210 – als Tony Marchette – 8 afl.
- 1994 Melrose Place – als Bruce Teller – 13 afl.
- 1986 – 1991 L.A. Law – als Mark Gilliam – 4 afl.
- 1991 The Golden Girls – als Herb Shrewsberry – 2 afl.
- 1989 – 1990 Beauty and the Beast – als George Walker – 2 afl.
- 1983 – 1988 Cagney and Lacey – als rechercheur Mick Solomon – 7 afl.
- 1987 – 1988 Hunter – als Brad Wilkes – 4 afl.
- 1983 – 1985 Hill Street Blues – als Agent Ramsey – 3 afl.
- 1977 Rich Man, Poor Man - Book II - als Eddie Flannery - 4 afl.
- 1972 – 1976 Days of our Lives – als Eric Peters – 182 afl.
- 1969 Mission: Impossible – als Martyn – 2 afl.

- Bibliothèque nationale de France: cb141920901 (data)
- Gemeinsame Normdatei: 1061453774
- International Standard Name Identifier: 0000 0001 0909 5120
- Library of Congress Control Number: no2005004653
- Virtual International Authority File: 64216703
- WorldCat: E39PBJrrvqXjCMWqJgKdQmK68C